# 弗恩鎮區 (明尼蘇達州哈伯德縣)
弗恩鎮區（英語：Fern Township）是位於美國明尼蘇達州哈伯德縣的一個行政鎮區。

## 地方資料
弗恩鎮區的面積為93.62平方千米，當中陸地面積為91.73平方千米，而水域面積為1.89平方千米。根據2020年美國人口普查的數據，當地共有人口285人，而人口密度為每平方千米3.04人。